# Toutry
Toutry és un municipi francès, situat al departament de la Costa d'Or i a la regió de Borgonya - Franc Comtat. L'any 2007 tenia 482 habitants.

## Demografia

### Població
El 2007 la població de fet de Toutry era de 482 persones. Hi havia 209 famílies, de les quals 63 eren unipersonals (21 homes vivint sols i 42 dones vivint soles), 75 parelles sense fills, 50 parelles amb fills i 21 famílies monoparentals amb fills.
La població ha evolucionat segons el següent gràfic:
Habitants censats

### Habitatges
El 2007 hi havia 278 habitatges, 210 eren l'habitatge principal de la família, 30 eren segones residències i 38 estaven desocupats. 187 eren cases i 90 eren apartaments. Dels 210 habitatges principals, 115 estaven ocupats pels seus propietaris, 90 estaven llogats i ocupats pels llogaters i 4 estaven cedits a títol gratuït; 3 tenien una cambra, 21 en tenien dues, 53 en tenien tres, 71 en tenien quatre i 62 en tenien cinc o més. 121 habitatges disposaven pel capbaix d'una plaça de pàrquing. A 90 habitatges hi havia un automòbil i a 71 n'hi havia dos o més.

### Piràmide de població
La piràmide de població per edats i sexe el 2009 era:
| Homes | Edats   | Dones |
| ----- | ------- | ----- |
| 0     | 95 o +  | 0     |
| 0     | 90 a 94 | 4     |
| 4     | 85 a 89 | 8     |
| 4     | 80 a 84 | 4     |
| 12    | 75 a 79 | 24    |
| 4     | 70 a 74 | 12    |
| 24    | 65 a 69 | 8     |
| 12    | 60 a 64 | 16    |
| 12    | 55 a 59 | 8     |
| 12    | 50 a 54 | 16    |
| 20    | 45 a 49 | 20    |
| 12    | 40 a 44 | 4     |
| 16    | 35 a 39 | 4     |
| 16    | 30 a 34 | 16    |
| 32    | 25 a 29 | 12    |
| 12    | 20 a 24 | 12    |
| 12    | 15 a 19 | 8     |
| 12    | 10 a 14 | 16    |
| 12    | 5 a 9   | 12    |
| 12    | 0 a 4   | 8     |

## Economia
El 2007 la població en edat de treballar era de 284 persones, 190 eren actives i 94 eren inactives. De les 190 persones actives 160 estaven ocupades (97 homes i 63 dones) i 31 estaven aturades (14 homes i 17 dones). De les 94 persones inactives 34 estaven jubilades, 19 estaven estudiant i 41 estaven classificades com a «altres inactius».

### Ingressos
El 2009 a Toutry hi havia 195 unitats fiscals que integraven 433 persones, la mediana anual d'ingressos fiscals per persona era de 14.198 €.

### Activitats econòmiques
Dels 12 establiments que hi havia el 2007, 1 era d'una empresa alimentària, 2 d'empreses de fabricació d'altres productes industrials, 1 d'una empresa de construcció, 2 d'empreses de comerç i reparació d'automòbils, 1 d'una empresa de transport, 2 d'empreses d'hostatgeria i restauració, 1 d'una empresa de serveis, 1 d'una entitat de l'administració pública i 1 d'una empresa classificada com a «altres activitats de serveis».
Dels 2 establiments de servei als particulars que hi havia el 2009, 1 era una oficina de correu i 1 paleta.
Dels 2 establiments comercials que hi havia el 2009, 1 era un hipermercat i 1 una botiga de menys de 120 m².

## Equipaments sanitaris i escolars
El 2009 hi havia 1 escola maternal i 1 escola elemental.

## Poblacions més properes
El següent diagrama mostra les poblacions més properes.